# 黄怒波
黄怒波（1956年—），笔名骆英，男，甘肃兰州人，中国企业家，诗人、登山家。现任中坤集团董事长、正和岛北京岛邻机构联席主席、中国作家协会会员、中国诗歌学会会长、中国登山协会副主席等职。

## 生平
1956年出生于甘肃省兰州市，2岁时随在部队担任团职干部的父亲迁往宁夏银川。1960年其父因被打成现行反革命自杀，1972年其母亲去世。1973年中学毕业后，在宁夏回族自治区通贵农村插队，1977年，国家刚刚恢复高考。在宁夏银川通贵乡农村做会计的黄怒波，作为首个宁夏考生，考入北京大学，就读中文系。1977年至1981年，在北京大学中文系学习，取得文学学士学位。1981年至1990年，任职于中共中央宣传部，历任中宣部党委委员、中宣部干部局处长。1996年至1998年，在中欧国际工商学院学习，获EMBA学位。
1996年，黄怒波中坤集团对安徽黟县宏村进行了投资保护，先后投资数百万元进行推广和保护，2000年宏村成功入选世界遗产。1997年，参与开发楼盘北京都市网景，黄怒波还在京城开发了西直门的长河湾和北三环的大钟寺国际广场等楼盘。2003年，获准开发南疆五地州对旅游资源，随后中坤获准对吉尔吉斯斯坦伊塞克湖自然风景区约10万平方公里的旅游资源进行开发。
2011年，黄怒波计划投资1亿美元，在冰岛购买一块300平方公里的土地，建造度假胜地。但最后没有成功。。

## 慈善事业
黄怒波热心慈善事业，他的慈善领域包括教育、野生动物保护、文化基金等。在《胡润2006中国慈善家榜》中，黄怒波以3300万元捐款位居第20位，当年还以身价五十亿元跻身福布斯中国富豪榜第36位。2007年又以1.87亿元捐款再次上榜，上升至第9位。2008年在北京大学110周年校庆活动上，黄怒波获得“杰出校友奖”。2009年，以3.03亿元捐赠位列2009胡润慈善榜第9位。2008年，向北京大学捐赠1亿地产，2011年追加9亿，总额达到10亿人民币，位列中国大学捐赠榜第一。

## 诗歌创作
黄怒波1976年开始诗歌写作，1992年出版了第一部诗集《不要再爱我》。此后先后出版了诗集《拒绝忧郁》（1995）、《落英集》（2003）、《都市流浪集》（2005）和《小兔子及其他》（2008）。此外还写有中国首部影像中篇小说《蓝太阳》（2005）。

## 登山经历
- 2005年2月16日06：30，登顶非洲最高峰—乞力马扎罗峰（海拔5895米）；
- 2007年7月21日10：10，登顶慕士塔格峰（海拔7546米）；
- 2008年10月2日10：30，登顶世界第六高峰—卓奥友峰（海拔8201米）,并在顶峰上朗诵了自己的诗作《卓奥友颂》，成为世界上在海拔最高的地方朗诵诗歌的人；
- 2009年5月17日07：00 ，攀登世界最高峰—珠穆朗玛峰（海拔8848米）至8700米处；
- 2009年7月1日20：00，登顶北美洲最高峰—迪纳利峰（海拔6194米）；
- 2009年9月1日15：53，登顶欧洲最高峰—厄尔布鲁士峰（海拔5642米）；
- 2009年12月30日12:00，抵达南极点；
- 2010年1月5日06:26，登顶南极洲最高峰—文森峰（海拔4892米）；
- 2010年1月21日21:20，登顶南美洲最高峰—阿空加瓜峰（海拔6964米）；
- 2010年2月17日，再次成功登顶非洲最高峰—乞力马扎罗峰（海拔5898米）；
- 2010年5月17日10:30，从南坡登顶世界最高峰—珠穆朗玛峰(海拔8844.43米)；
- 2010年7月29日7:30，登顶大洋洲最高峰—查亚峰（海拔5030米）。

## 社会兼职
北京市政協委員。